# Чуські строфи

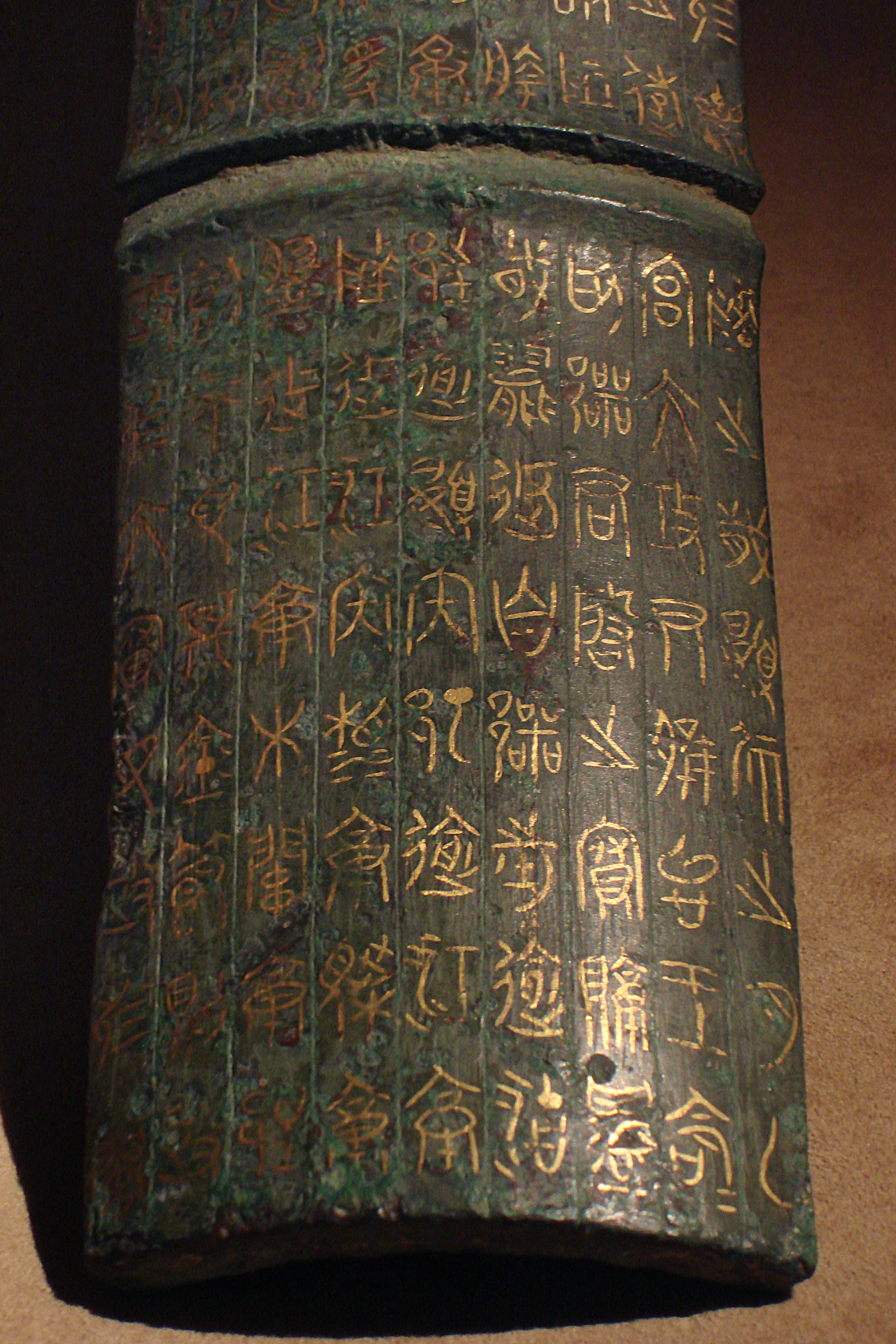
Фрагмент шоуцзє (ярлик). Золоті написи на бронзовому виробі у вигляді бамбука, виріб царства Чу періоду Воюючих Країн

Чу́ські стро́фи (Чу ци кит.: 楚辭; піньїнь: chǔ cí) — звід поетичних творів Китаю ІІІ століття до н. е. царства Чу, один із основоположних пам'ятників усієї в цілому китайської художньої словесності. Поняття «Чу ци», як жанр китайської поезії було відомо в ІІ столітті до н. е., але широкого поширення набуло після укладання Лю Сяном в 77-66 до н. е. збірки під цією назвою. Вчений Ван Ї (І-ІІ століття н. е..) склав коментований звід «Чу ци», що став традиційним. Його редакція збірки включає в неї також твори пізніших авторів.

## Назва збірки
На правильне тлумачення назви твору, зокрема, слова «ци» наводить формула, що з'явилася в ханський час: «ши змінюється в сао, сао змінюється в ци». Ши є позначення давніх пісень, побутових, обрядових, бенкетних, тобто народної поезії. Сао — елемент слова «Лісао», назви знаменитої поеми Цюй Юаня, що має значення «скорбота». Ци, власне, означає «слово», головним чином поетичне. Отже, наведена формула говорить про те, що поезія ши, тобто поезія різноманітного змісту, надалі з'єдналася з емоцією скорботи, що і знайшло своє вираження в «слові». Це може означати, що китайське ци може перекладатись «елегія» і перекладатись не просто як «Чуські строфи», а як «Чуські елегії».

## Історія збірки

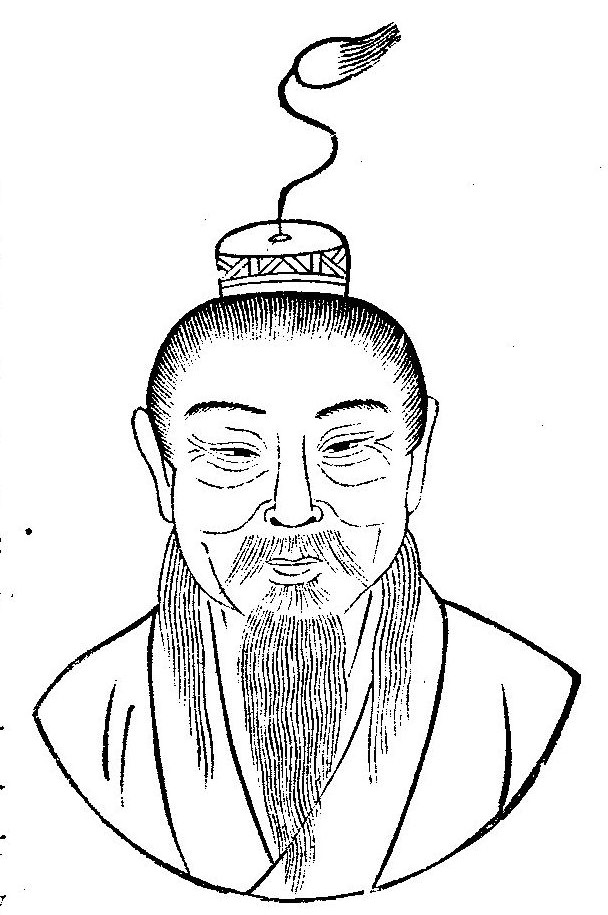
Лю Сян

Звід «Чу ци» («чуські строфи») зобов'язаний своєю назвою древньому царству Чу (XI—III ст. до н. е.), що займало великі території в південному регіоні Китаю, який став епіцентром китайських державності і культури. Ті ж два ієрогліфа — чу ци (чуські строфи) — вживаються і як літературознавчий термін.
На відміну від збірки «Ши цзін», яка існувала не менш ніж у чотирьох редакціях вже в доімперський час, даний пам'ятник з'явився вже в ханських епоху. Перший варіант зводу був складений найвідомішим ученим того часу — Лю Сяном (77-6 рр. до н. е.), який зібрав разом п'ятнадцять існуючих древніх і ханських текстів і додав до них своє власне творіння. Детальніші відомості про звід Лю Сяна не збереглися. Другий і остаточний варіант зводу «Чу ци», відомий як «Чу ци чжан цзюй» ("Твори чуської строфи), був створений філологом на ім'я Ван Ї (кит.: 王逸) (89 — 158), який прокоментував попередній варіант і теж доповнив його власним циклом. Відсутні уточнення, чи Ван Ї зберіг при цьому текст зводу Лю Сяна в його первозданному вигляді чи ж піддав редакції.
Із подальших публікацій «Чуських строф» найпопулярнішим є видання «Чу ци бу чжу» («Чуські строфи» з додатковим коментарем), яке підготував учений-коментатор Середньовічного Китаю Хун Сін-цзу. Саме в редакції Хун Сін-цзу цей пам'ятник включає всі попередні офіційні та стандартні зведені видання. Проте, не існує впевненості, що оригінальний текст «Чуських строф» не зазнав будь-яких якісних змін у постханський період або в момент його редагування Хун Сін-цзу.
Адже звід Ван Ї не був канонізований, і при перевиданні Чуських строф допускалися різні відхилення від нього. Так, в «Чу ци тун ши» («Чуські строфи» з узагальненим коментарем) Ван Фучжи (1619—1692) представляють, крім сімнадцяти творів зводу Ван Ї, вірші ранньосередньовічного поета Цзян Яня (444—505) і самого Ван Фучжи. В «Чу ци цзі чжу» («Чуські строфи» зі зведеним коментарем) Чжу Сі входять вже понад п'ятдесят текстів, створених протягом декількох століть після Хань. Часто до чуських строф відносять знамениту поему «Плач про Цюй Юаня» («Дяо Цюй Юань вень») ханського поета-одописця Цзя Ї (201—169 рр. до н. е.). Дана поема за змістом і формальним особливостям близька до чуських строф, проте в звід «Чу ци» вона ніколи не входила. Таким чином, в оригінальному вигляді, який зібрав Ван Ї, не кажучи вже про Лю Сяна, збірка не існує.

## Будова збірки
Базовими у збірці є сімнадцять Чуських строф в тому порядку, який вважається прийнятим для варіанту зводу Ван І:
- поема «Лі сао» кит.: 離騷 («Скорбота розлученої», № 1);
- цикл «Цзю ге» кит.: 九歌 («Дев'ять пісень», № 2);
- поема «Тянь вень» кит.: 天問 («Питання [до] неба», № 3);
- цикл «Цзю чжан» кит.: 九章 («Дев'ять наспівів», № 4);
- поема «Юань ю» кит.: 遠遊 («Подорож в далечінь», № 5);
- прозово-поетичні твори «Бу цзюй» кит.: 卜居 («Ворожіння про житло», № 6)
- «Юй фу» кит.: 漁父 («Батько-рибалка», № 7)[2].

Авторство всіх цих творів традиційно приписуються поетові Цюй Юаню (340? −278?), який вважається провідним представником давньої і всієї в цілому китайської художньої словесності. Відомо, що він був жителем підня, займав високе суспільне становище в царстві Чу і був, можливо, одним із родичів правлячого дому. Це стверджує Сима Цянь описуючи життя Цюй Юаня в «Ши-цзі», але вже Ван І в ряді випадків піддає сумнівам точку зору Сими Цяня. Так, він вважає цикл «Дев'ять пісень» складається з архаїчних Чуських співів, лише записаних Цюй Юанем із незначною їх літературною обробкою. Мовиться про те, чи є південна (чуська) поезія породженням генія однієї особистості, або ж Цюй Юань був нехай видатним, але всього лише представником поетичної традиції, яка склалась до нього. Крім авторства постійно дискутується, час створення перерахованих творів.
|  | Чуські строфи - це літературні твори царства Чу. |

 — таким визначенням чу ци відкривається глава «Виникнення Чуських строф» монографічної історії китайської літератури Тань Пі-мо. Іншим визнаний фахівць в області старокитайської словесності — Лінь Геном, не тільки південну поезію, а й весь культурно-історичний етап відповідного періоду позначає як «епоху Цюй Юаня»
Слідом за творами Цюй Юаня в зведенні «Чу ци» розташовується група древніх (Чуських) текстів:
- Цикл «Цзю бянь» (кит.: 九辯) «Дев'ять міркувань», № 8), автор — Сун Юй, що вважається духовним спадкоємцем Цюй Юаня, а, можливо, його кровним родичем (молодшим братом — точка зору Ван І). Примітно, що названий цикл аж ніяк не вичерпує собою творчу спадщину Сун Юя і включає ще кілька масштабних поетичних текстів: знамениті поеми «Вітер» («Фен фу»), «Гори високі Тан» («Гао Тан фу»), «Свята фея» («Шень Нюй фу»). І саме вони, а не цикл «Дев'ять міркувань», надалі набули найбільшої популярності у знавців і цінителів витонченої словесності, про що свідчить включення їх до складу самої авторитетної з традиційних антологій — «Вень сюань» («Вибрані зразки красного письменства»), складеної в першій половині VI ст.
- Поема «Чжао Хунь» (кит.: 招魂) («Покликання душі», № 9)
- Поема «Так чжао» (кит.: 大招) («Велике покликання», № 10). Перша з них приписується або Цюй Юаню (точка зору Сими Цяня), або Сун Юю, на чому наполягав Ван І. В сучасному китаєзнавства єдиної точки зору в даному випадку не існує. Серед інших висловлюються нейтральна версія, яка передбачає початкове існування двох однойменних текстів, які належали Цюй Юаню і Сун Юю, з яких зберігся лише один[2].

Решта чуських строф — ханські тексти, походження практично визначено. Це:
- Поема «Сі ши» (кит.: 惜誓) («Каяття у клятвах», № 11), автор Цзя Ї;
- поема «Чжао інь ши» (кит.: 招隱士) («Заклики прихованого від світу», № 12), що приписується даоському магу Хуайнань-Сяошань;
- цикл «Ци цзянь» (кит.: 七諫) («Сім умовлянь», № 13) філософа Дунфан Шо (161-78 роки до н. е.);
- поема «Аі ши мін» (кит.: 哀時命) («Під владою скорботних часів», № 14) [|Янь Цзи]];
- цикли «Цзю Хуай» (кит.: 九懷) («Дев'ять почуттів», № 15) Ван Бао (? −59);
- «Цзю тань» (кит.: 九歎) («Дев'ять переживань», № 16) Лю Сяна;
- «Цзю си» (кит.: 九思)(«Дев'ять дум», № 17) Ван Ї[2].

Не всі чуські строфи вивчені однаково, найбільша увага старими китайськими критиками і сучасними вченими завжди приділялася творам Цюй Юаня, тоді як інші тексти зводу залишаються малоопрацьованими.
З чуськими строфами пов'язується поява в Китаї авторської літературної поезії. Сходознавець Н. І. Конрад пише:
|  | Епохальне її (поезії Цюй Юаня) значення в тому, що вона перша за часом поезія літературна. І справа тут не в тому, що вона створювалася певним автором, вона інша, ніж народна, і за своїм характером: пісні «Ши цзин» були дійсно піснями, тобто вони виспівували, деякі навіть у поєднанні з танцем; вірші ж Цюй Юаня здебільшого декламувалися, що свідчить про зародження особливої, чисто словесної поезії. |

## Загальна характеристика
Чуські строфи є як власне віршовані, так і прозо-поетичні твори, причому, в обох з вказаних груп є тексти, які набагато перевершують розлогі оди «Ши цзин». Крім того, для всіх з них, крім поеми «Питання [до] Неба», характерно вживання рядків з непарною кількістю — 3, 5, 7 і 9 — ієрогліфів. Ще одна специфічна прикмета Чуських строф — вживання так званої «емфонічної частинки». Це дає змогу припустити, що це два самостійних літературно-поетичних комплекси..
«Чуські строфи» мають сильне звучання та емоційність. Для них характерний особливий образ ліричного героя — поета-вигнанця, що зазнає драматичних життєвих колізій. Їх центральними темами є особистісні переживання через недосконалість навколишнього світу, сучасного суспільства і несправедливостей, що зустрічаються на життєвому шляху. Чуська поезія мала власні, абсолютно відмінні від обрядової діяльності регіонів Хуанхе релігійно-ритуальні витоки. У місцевій культурі панував тип ритуалів, в якому поетичний текст служив не тільки встановлення комунікації з вищими силами, а й залученню людини до сакрального, висловлюючи його емоційно-екстатичний стан в даний момент. Тому центральне місце в збірці займає тема шаманізму. Також відтворюється «дух подорожей», з розгорнутими описами ароматних рослин і різних духів. Китайська міфологія також спирається на інформацію про міфологічних істот в Чуських строфах, як на первинне джерел з найдавніших часів: у числі таких посилання на рогатого дракона (qiulong), крокодило-дракона (jiaolong), гігантського змія Баше, літаючого дракона, і дракона-факела. Крім того, збірка дає інформацію про значення китайських ієрогліфів. Серед переказів є перекази, що відносяться до богинь річки Сян і легендарна розповідь про те, як плямистий бамбук отримав свої плями.

## Переклади
Російською мовою «Чуські строфи» вдало перекладені Анною Ахматовою, О. І. Гітовичем, Л. 3. Ейдліним, А. Ю. Адаліс.